# Loxosoma poculi
Loxosoma poculi är en bägardjursart som först beskrevs av Konno 1977.  Loxosoma poculi ingår i släktet Loxosoma och familjen Loxosomatidae. Inga underarter finns listade i Catalogue of Life.